# Hutě (Černýšovice)
Hutě (německy Eisenhammer) jsou malá vesnice, část obce Černýšovice v okrese Tábor v Jihočeském kraji. Nachází se asi dva kilometry jihozápadně od Černýšovic. Je zde evidováno 41 adres. V roce 2011 zde trvale žilo 32 obyvatel. Leží na řece Lužnici.
Hutě leží v katastrálním území Černýšovice o výměře 10,13 km².

## Historie
První písemná zmínka o vesnici pochází z roku 1790.

## Přírodní poměry
Zhruba 200 metrů severovýchodně od okraje Hutí se zvedá vrch Kameník (420 metrů), na jehož vrcholu se nacházejí dva malé lomy. Ve větším, západněji položeném zaniklém lomu, byla v devadesátých letech 20. století objevena křemenná žíla. Tato žíla o mocnosti až 2,2 metru obsahuje dutiny, vyplněné jílovito-hlinitým materiálem, v němž se vyskytují krystaly křemene. Tyto krystaly (oboustranně ukončené nebo srůsty či prorostlice) jsou až 10 cm velké, krystaly na stěnách dutin dosahovaly velikosti až 20 centimetrů. Krystaly křemene z této lokality jsou zbarveny oxidy a hydroxidy železa.

## Obyvatelstvo
| Rok            | 1869 | 1880 | 1890 | 1900 | 1910 | 1921 | 1930 | 1950 | 1961 | 1970 | 1980 | 1991 | 2001 | 2011 | 2021 |
| -------------- | ---- | ---- | ---- | ---- | ---- | ---- | ---- | ---- | ---- | ---- | ---- | ---- | ---- | ---- | ---- |
| Počet obyvatel | 263  | 241  | 239  | 218  | 200  | 175  | 183  | 114  | 99   | 74   | 51   | 30   | 32   | 32   | 42   |
| Počet domů     | 37   | 37   | 40   | 38   | 38   | 38   | 39   | 40   | 40   | 26   | 19   | 37   | 40   | 40   | 39   |

## Obecní správa
Při sčítání lidu v letech 1850–1960 Hutě byly osadou obce Černýšovice, se kterým patřily nejprve do okresu Milevsko, ale k 21. únoru 1949 v okrese Týn nad Vltavou. Od 27. března 1960 do 23. listopadu 1990 byly částí obce Sudoměřice u Bechyně v okrese Tábor. Od 24. listopadu 1990 jsou opět částí obce Černýšovice v okrese Tábor.

## Galerie

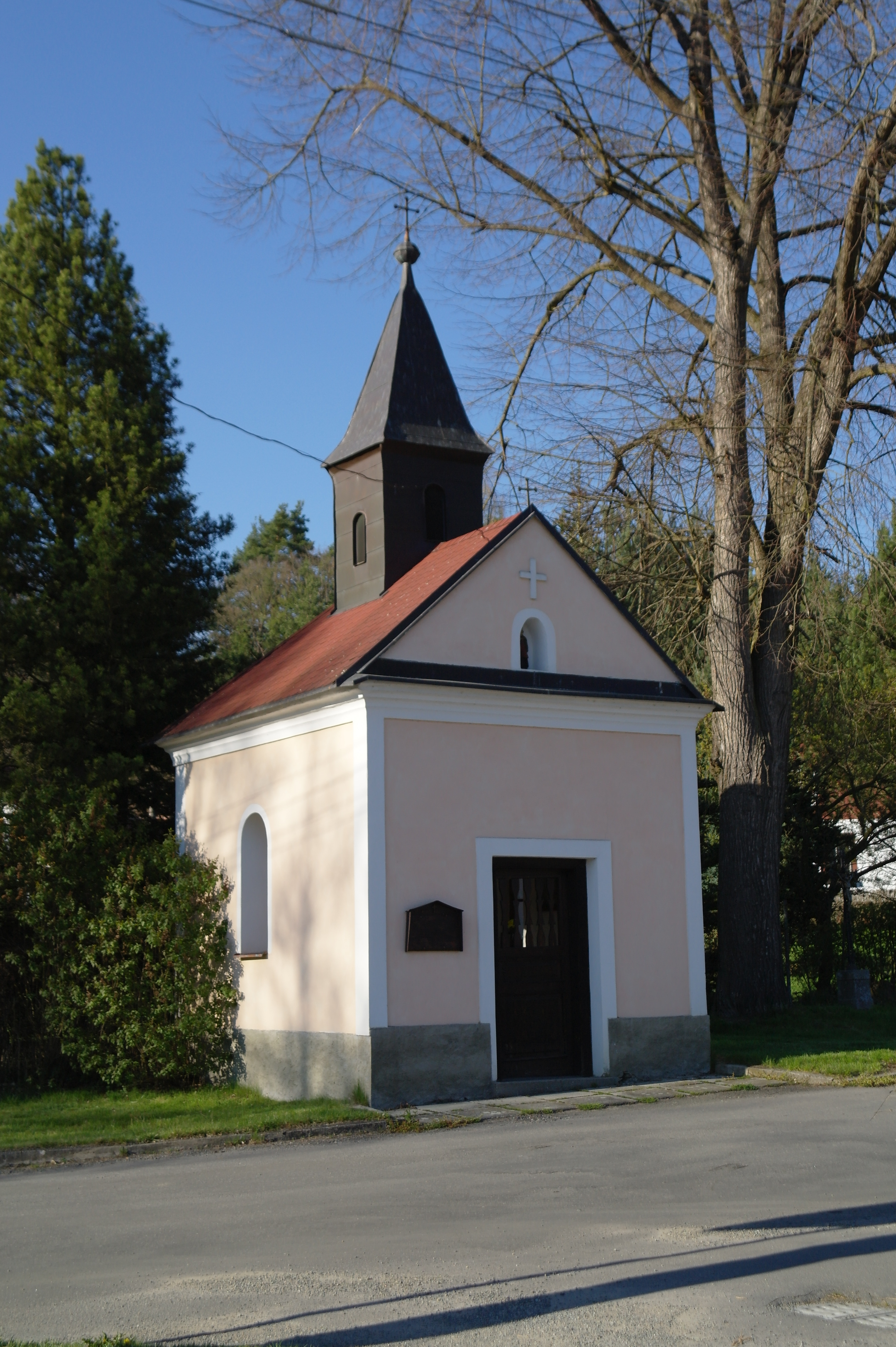
Kaplička
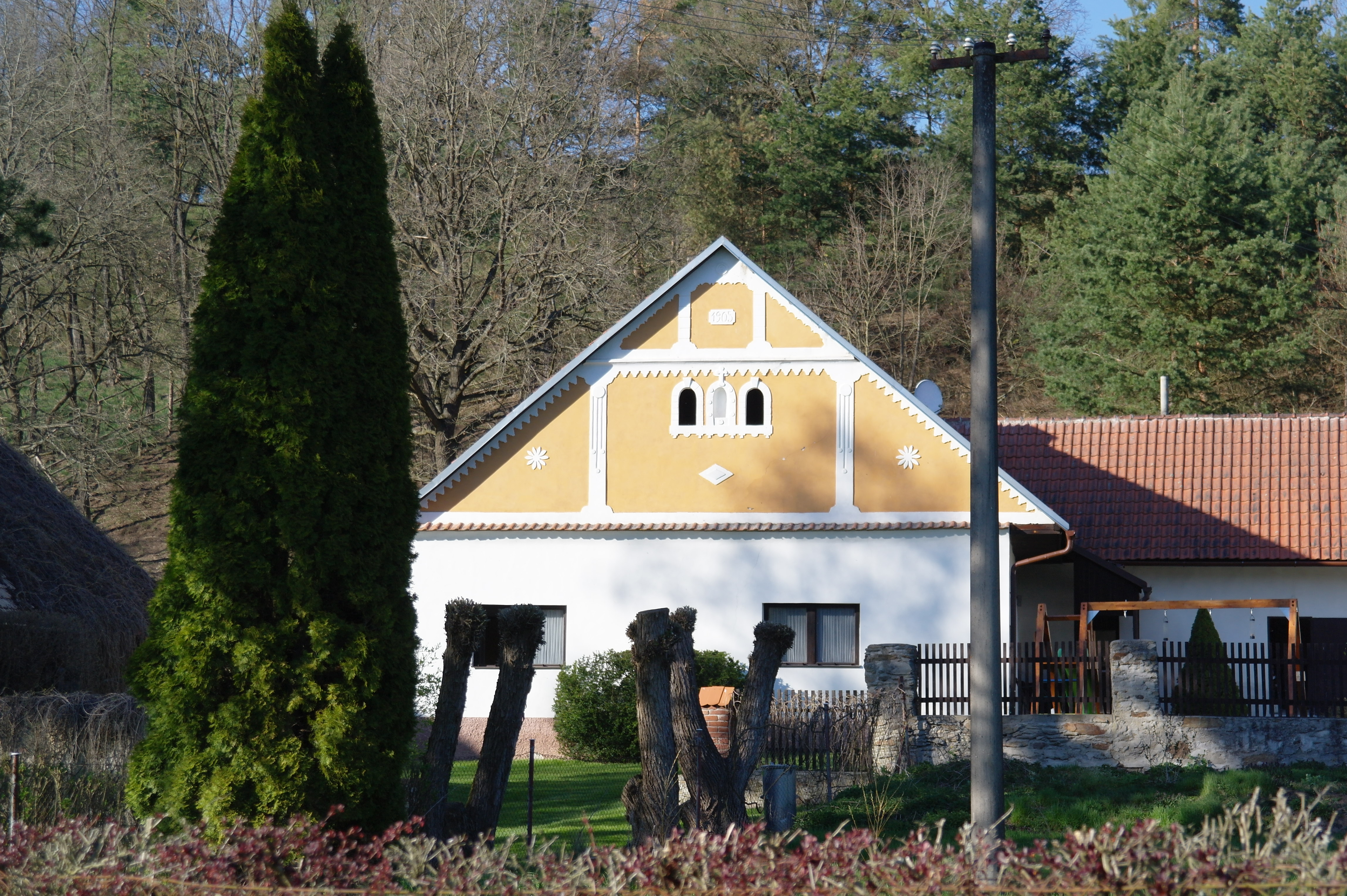
Chalupa
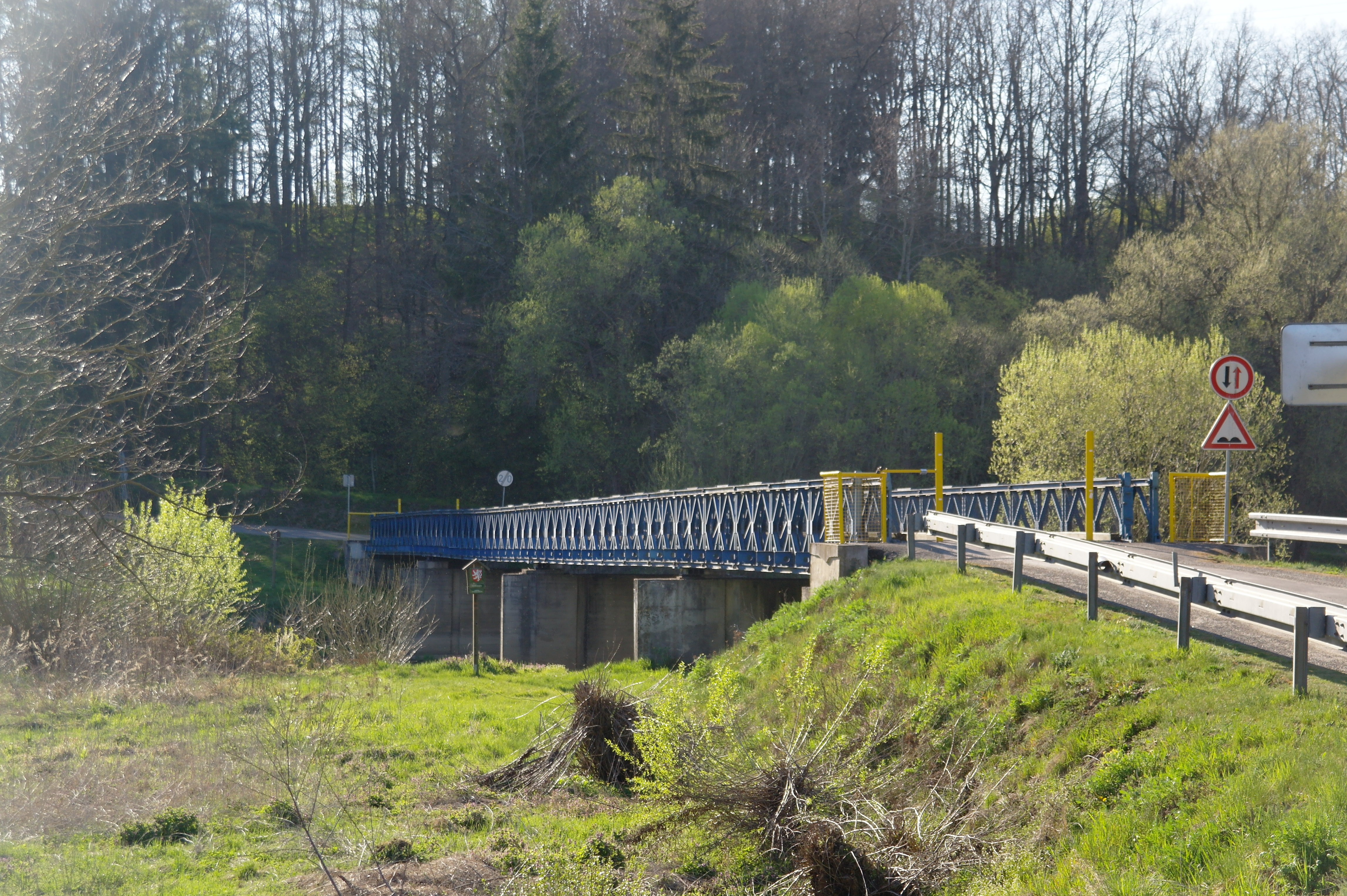
Most přes Lužnici
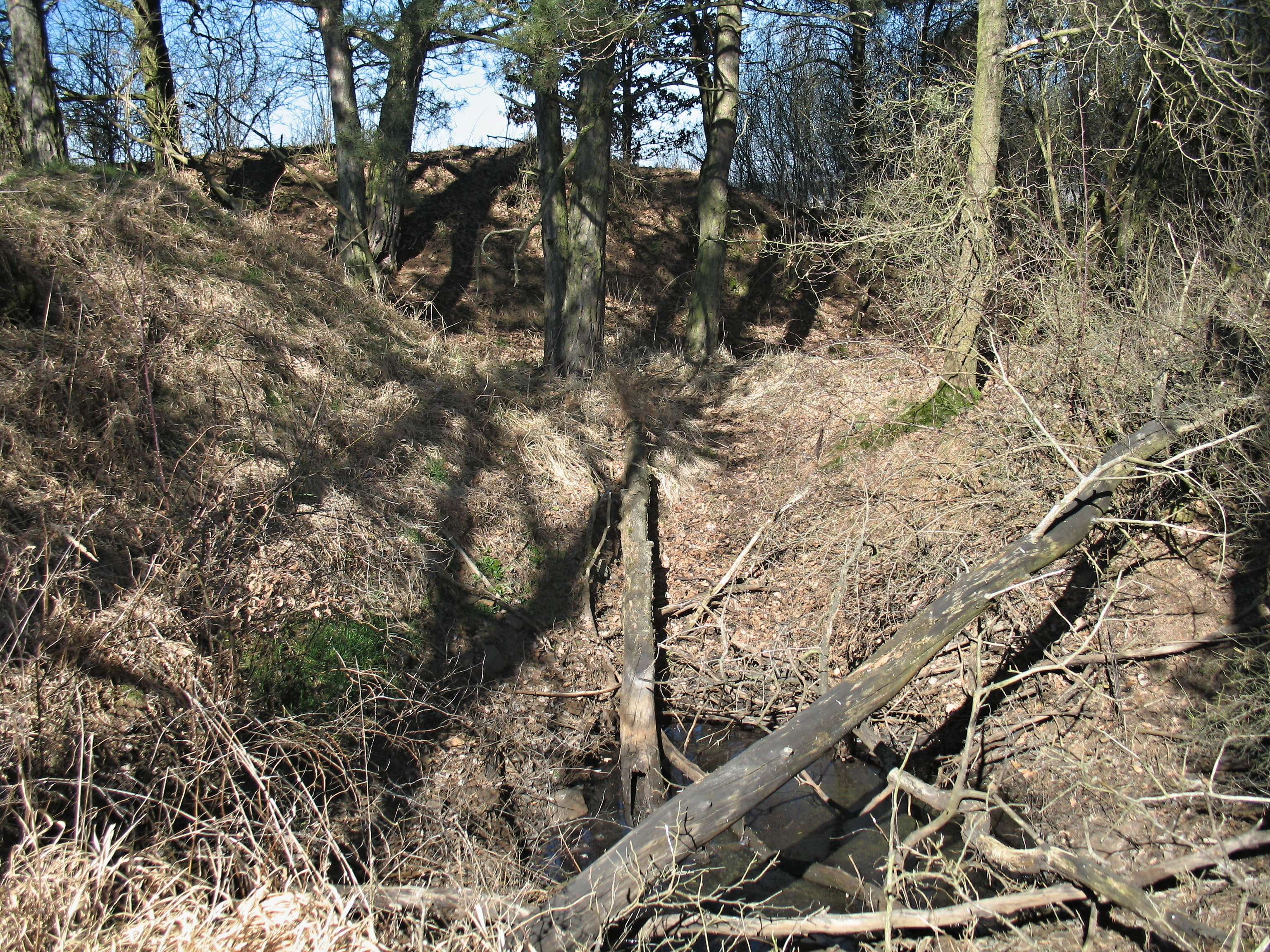
Lom na vrchu Kameník
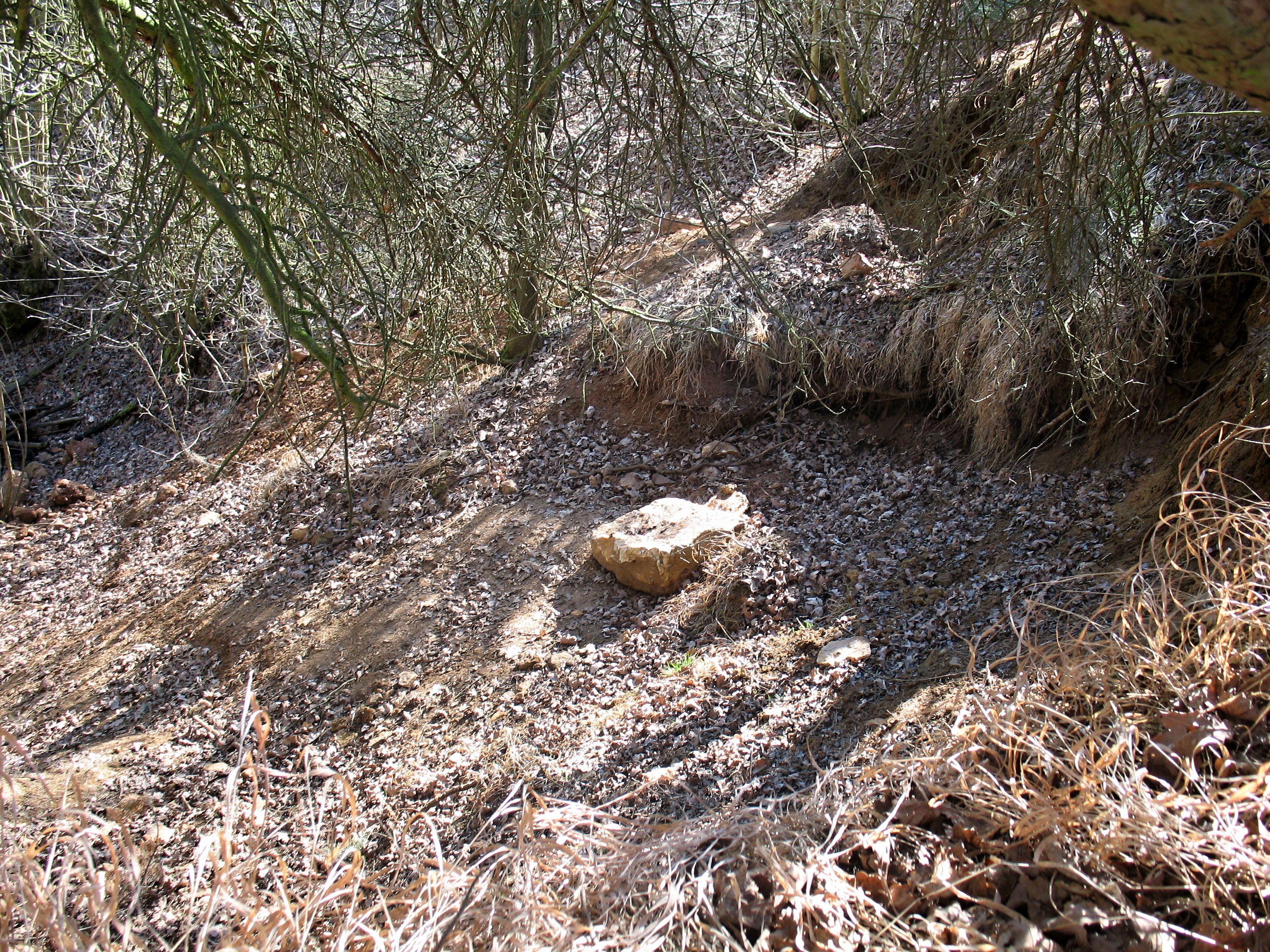
Mineralogická lokalita na vrchu Kameník